# Liste der Monuments historiques in Telgruc-sur-Mer
Die Liste der Monuments historiques in Telgruc-sur-Mer führt die Monuments historiques in der französischen Gemeinde Telgruc-sur-Mer auf.

## Liste der Bauwerke
| Bezeichnung                                          | Beschreibung | Standort | Kennzeichnung | Schutzstatus | Datum | Bild           |
| ---------------------------------------------------- | ------------ | -------- | ------------- | ------------ | ----- | -------------- |
| Kirche St-Magloire und Triumphbogen auf dem Friedhof |              | (Lage)   | PA00090455    | Inscrit      | 1947  | weitere Bilder |

## Liste der Objekte
- Monuments historiques (Objekte) in Telgruc-sur-Mer in der Base Palissy des französischen Kultusministeriums